# 10550 Мальме
10550 Мальме (10550 Malmö) — астероїд головного поясу, відкритий 2 вересня 1992 року.
Тіссеранів параметр щодо Юпітера — 3,396.